# Acarnus radovani
Acarnus radovani är en svampdjursart som först beskrevs av Boury-Esnault 1973.  Acarnus radovani ingår i släktet Acarnus och familjen Acarnidae. Inga underarter finns listade i Catalogue of Life.